# Hegyi Dolores
Hegyi Dolores (Kalocsa, 1934. november 3. – 2023. szeptember 23.) klasszika-filológus, ókortörténész, az ELTE BTK Történeti Intézet egykori egyetemi tanára. Katus László (1927–2015) történész felesége.

## Életútja
Az Eötvös Loránd Tudományegyetem Bölcsészettudományi Karán végzett latin–görög–történelem szakon.
1956–1957-ben az Apáczai Csere János Gimnáziumban, 1957–1958-ban a Fazekas Mihály Gimnáziumban tanított. 1958 és 1962 között Trencsényi-Waldapfel Imre aspiránsa volt. Ezután 1965-ig az ELTE–MTA Ókortudományi Kutatócsoport tudományos munkatársaként dolgozott. 1965-től 1967-ig az ELTE BTK Történeti Intézet Ókortudományi Tanszékének adjunktusa, 1967 és 1993 között docense, 1993-tól 1998-ig a Pázmány Péter Katolikus Egyetem Bölcsészettudományi Karának professzora volt.
1966-ban megszerezte a nyelvtudományok kandidátusa fokozatot.

## Munkássága
1956 óta publikál. Elsősorban ókori görög történelemmel és vallástörténettel, valamint iranisztikával foglalkozik. A kis-ázsiai görögség keleti kapcsolatairól szóló kutatásait először 1964-ben született kandidátusi disszertációjában foglalta össze A kis-ázsiai görögség korai keleti kapcsolatai és a perzsa hódítás címmel. Fontosak az ión kultúra nyugat-anatóliai kialakulásával és az Apollón- és az epheszoszi Artemisz-kultusz keleti eredetével foglalkozó tanulmányai, monográfiái. Hiánypótló vallástörténeti összegzés (Polis és vallás. Bevezetés a görög vallástörténetbe, 2002) és szöveggyűjtemény (Görög vallástörténeti chrestomathia, 2003) fűződik nevéhez.

## Társasági tagságai, elismerései
A Magyar Ókortudományi Társaság választmányi tagja. Munkásságát 2007-ben Ábel Jenő-emlékéremmel ismerték el.

## Főbb művei
- MÉDISMOS. Perzsabarát irányzat Görögországban i. e. 508–479 (Budapest, 1974)
- Az iónok Kis-Ázsiában (Budapest, 1981)
- Görögország története az archaikus és a korai klasszikus korban (Miskolc, 1991)
- A görög városállamok Kr. e. 403 és 338 között (Miskolc, 1992)
- Görög történelem a kezdetektől Kr. e. 30-ig (Németh Györggyel, Sarkady Jánossal és Kertész Istvánnal; Budapest, 1995)
- A görög Apollón-kultusz (Budapest, 1998)
- Polis és vallás. Bevezetés a görög vallástörténetbe (Budapest, 2002)
- Görög vallástörténeti chrestomathia (Budapest, 2003)
- Hellenizmus Keleten (Pécs, Kronosz Kiadó, 2013)